# Murten

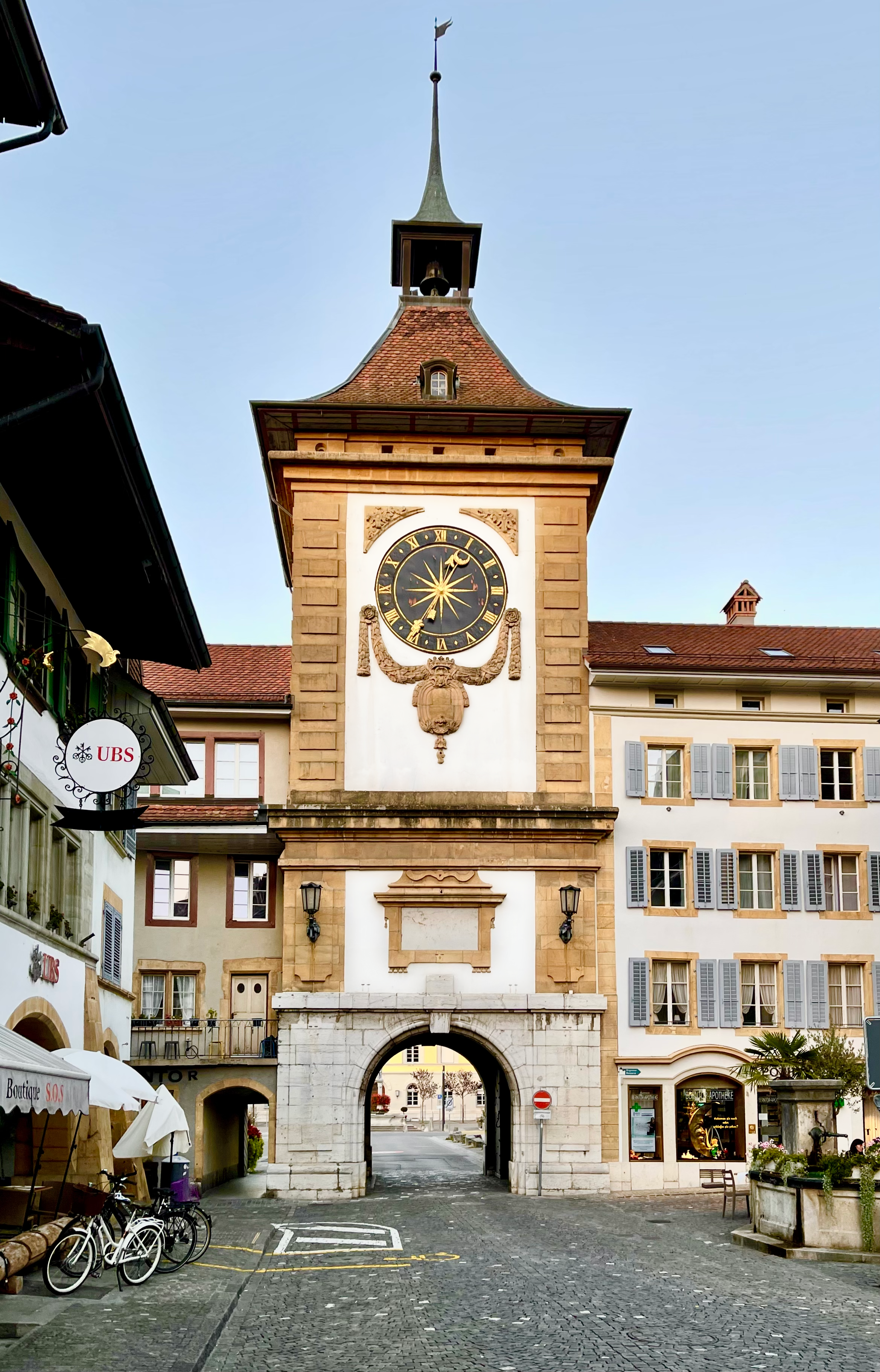
Berntor.

Murten (franska: Morat) är en ort och kommun vid Murtensjön i kantonen Fribourg i Schweiz. Murten är huvudort i distriktet Lac. Kommunen har 9 531 invånare (2023).
Den 1 januari 2013 inkorporerades kommunen Büchslen in i Murten och den 1 januari 2016 inkorporerades kommunerna Courlevon, Jeuss, Lurtigen och Salvenach. Den 1 januari 2022 utökades Murten ytterligare, då kommunerna Galmiz och Gempenach samt Clavaleyres från kantonen Bern uppgick i kommunen.
Den 22 juni 1476 ägde slaget vid Murten rum här. Staden är främst känd för sin ringmur och sitt slott från 1200-talet.